# Agrostis albida
Agrostis albida é uma espécie de gramínea do gênero Agrostis, pertencente à família Poaceae.